# Glace pilée

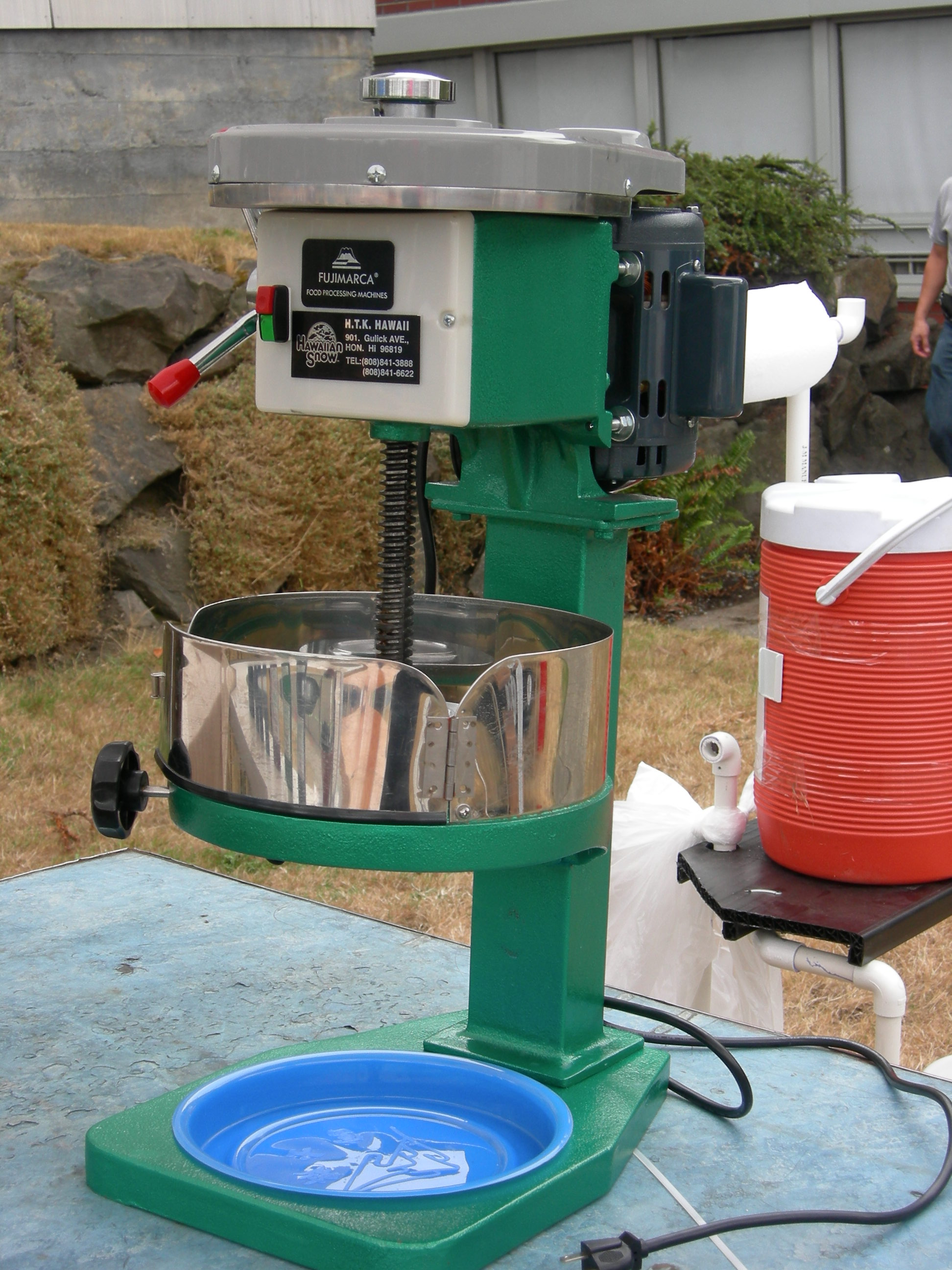
Une machine à fabriquer de la glace pilée.

La glace pilée est de la glace sous forme de fragments irréguliers de petite taille (inférieure au centimètre). Elle est principalement utilisée pour refroidir, en particulier les boissons, comme les glaçons. Elle est produite au moyen d'un broyeur. 
Il existe également des machines industrielles qui raclent la glace de manière circulaire pour obtenir des « copeaux » de glace entrant dans la fabrication de boissons et desserts. 
La glace pilée obtenue dans les machines à granité et boissons similaires n'est en fait pas pilée à proprement parler : un mélange liquide à température ambiante est introduit dans la machine, qui congèle et brasse en même temps pour obtenir un produit final partiellement congelé, qui contient donc encore une certaine proportion de liquide entre les fins cristaux de glace. 
L'intérêt de la glace pilée, par rapport aux glaçons, tient au fait qu'elle assure un refroidissement plus rapide (la surface en contact avec le liquide étant plus grande), ou est d'ordre esthétique, en particulier dans les cocktails.
Son usage est également plus adapté lorsque la glace doit remplir un espace ayant une certaine forme, notamment dans les sacs de glace utilisés pour refroidir les inflammations corporelles : la glace pilée présente un caractère fluide, permettant des déplacements par canalisation et le remplissage de récipients de réfrigération, dans le domaine alimentaire notamment (bacs des pêcheurs et poissonniers).
La glace pilée entre dans la composition des barbotines ou des smoothies.
Comme pour les glaçons, il est recommandé d'éviter les aliments en contact avec de la glace pilée dans les pays où l'eau du robinet n'est pas traitée contre les pathogènes.